# Andrea Jakab
Andrea Julia Jakab (Târgu Mureș, 21 juli 1981) is een Roemeens langebaanschaatsster.
Op het Europees Olympisch Jeugdwinterfestival 1997 in Sundsvall behaalde Jakab een bronzen medaille.
Op de Olympische Spelen van 2002 nam Jakab deel aan de 1000 meter, 1500 meter en 3000 meter.

## Records

### Persoonlijke records[3]
| Afstand    | Tijd    | Datum            | Baan            |
| ---------- | ------- | ---------------- | --------------- |
| 500 meter  | 41,83   | 6 februari 2002  | Salt Lake City  |
| 1000 meter | 1.19,60 | 17 februari 2002 | Salt Lake City  |
| 1500 meter | 2.02,23 | 20 februari 2002 | Salt Lake City  |
| 3000 meter | 4.17,03 | 10 februari 2002 | Salt Lake City  |
| 5000 meter | 7.43,13 | 14 januari 2001  | Baselga di Pinè |